# Yvette Freeman
Yvette Freeman (* 1. Oktober 1957 in Wilmington) ist eine US-amerikanische Schauspielerin.

## Leben
Freeman wurde 1957 in Wilmington im US-amerikanischen Bundesstaat Delaware geboren. Sie machte an der University of Delaware einen Abschluss in Kunst und Theater. Später zog sie nach New York City, um als Grafikdesignerin zu arbeiten. In New York begann sie als Schauspielerin bei verschiedenen Bühnenaufführungen zu arbeiten.
Nach ihrem Umzug nach Los Angeles spielte Freeman zunächst Episodenrollen in Serien und Nebenrollen in Filmen. Im Jahr 1994 übernahm sie die Rolle der Krankenschwester Haleh Adams in der Serie Emergency Room – Die Notaufnahme. Diese Rolle verkörperte sie 15 Jahre lang. In dieser Zeit wurde sie auch für die kurzlebige Sitcom Working als eine der Hauptdarstellerinnen neben Fred Savage besetzt. Sie übernahm wiederkehrende Rollen in den Seifenopern Zeit der Sehnsucht und Reich und Schön. Aufgrund der Darstellung der Rolle Dr. Lewis in Reich und Schön erhielt sie 2011 und 2012 eine Nominierung für die NAACP Image Award in der Kategorie Outstanding Actress in a Daytime Drama Series. In der Netflix-Serie Orange Is the New Black stellte sie von 2014 bis 2015 die Nebenfigur Irma dar. In dieser Zeit erhielt die Serie einen Screen Actors Guild Awards für das beste Ensemble.
Neben ihrer Schauspielkarriere arbeitete Freeman auch als Backgroundsängerin für verschiedene Künstler und nahm zwei Alben auf, die jedoch nicht kommerziell erfolgreich waren.
Sie ist seit 1996 verheiratet.

## Filmografie (Auswahl)
- 1991: Geschichten aus der Gruft (Tales from the Crypt, Fernsehserie, 1 Episode)
- 1991: Switch – Die Frau im Manne (Switch)
- 1991: Eine starke Familie (Step by Step, Fernsehserie, 1 Episode)
- 1991: Schatten der Vergangenheit (Dead Again)
- 1992: Unter der Sonne Kaliforniens (Knots Landing, Fernsehserie, 1 Episode)
- 1993: Alles Okay, Corky? (Life Goes On, Fernsehserie, 1 Episode)
- 1994: Echt super, Mr. Cooper (Hangin’ with Mr. Cooper, Fernsehserie, 1 Episode)
- 1995: Kinder des Zorns III (Children of the Corn III: Urban Harvest)
- 1995: Angus – voll cool (Angus)
- 1997: New York Cops – NYPD Blue (NYPD Blue, Fernsehserie, 1 Episode)
- 1997–1999: Working (Fernsehserie, 39 Episoden)
- 2000: Für alle Fälle Amy (Judging Amy, Fernsehserie, 1 Episode)
- 2000–2001: Boston Legal (Fernsehserie, 2 Episoden)
- 2007: Saving Grace (Fernsehserie, 1 Episode)
- 1994–2009: Emergency Room – Die Notaufnahme (ER, Fernsehserie, 184 Episoden)
- 2008–2010: Zeit der Sehnsucht (Days of Our Lives, Fernsehserie, 8 Episoden)
- 2010: Pretty Little Liars (Fernsehserie, 1 Episode)
- 2009–2012: Reich und Schön (The Bold and the Beautiful, Fernsehserie, 20 Episoden)
- 2014: CSI: Vegas (CSI: Crime Scene Investigation, Fernsehserie, 1 Episode)
- 2014–2015: Orange Is the New Black (Fernsehserie, 9 Episoden)
- 2017: Zu guter Letzt (The Last Word)
- 2020: Unglaubliche Geschichten (Amazing Stories, Fernsehserie, 1 Episode)
- 2021: Der Vogel (The Starling)